# (6141) Durda
(6141) Durda ist ein marsbahnkreuzender Asteroid des Hauptgürtels, der am 26. Dezember 1992 von einem Astronomenteam der Spacewatch am Kitt-Peak-Nationalobservatorium (IAU-Code 695) in Arizona entdeckt wurde.
Benannt wurde er am 8. August 1998 nach dem US-amerikanischen Astronomen Daniel D. Durda (* 1965), der Mitglied der B612 Foundation ist.